# Ascocentropsis
Ascocentropsis là một chi thực vật có hoa trong họ Lan.